# Jošanica, Andrijevica
Jošanica este un sat din comuna Andrijevica, Muntenegru. Conform datelor de la recensământul din 2003, localitatea are 162 de locuitori (la recensământul din 1991 erau 219 locuitori).

## Demografie
În satul Jošanica locuiesc 133 de persoane adulte, iar vârsta medie a populației este de 44,1 de ani (39,0 la bărbați și 49,8 la femei). În localitate sunt 63 de gospodării, iar numărul mediu de membri în gospodărie este de 2,57.
Această localitate este populată majoritar de sârbi (conform recensământului din 2003), a u poslednja četiri popisa se beleži znatno smanjenje broja stanovnika.
|  |

| Demografie | Demografie | Demografie |
| An         | Locuitori  | Locuitori  |
| ---------- | ---------- | ---------- |
|            |            |            |
|            |            |            |
|            |            |            |
|            |            |            |
| 1948       | 435        |            |
| 1953       | 513        |            |
| 1961       | 506        |            |
| 1971       | 433        |            |
| 1981       | 333        |            |
| 1991       | 219        | 215        |
| 2003       | 166        | 162        |

| \| Componența etnică conform recensământului din 2003[2] \| Componența etnică conform recensământului din 2003[2] \| Componența etnică conform recensământului din 2003[2] \| Componența etnică conform recensământului din 2003[2] \| Componența etnică conform recensământului din 2003[2] \| \| ----------------------------------------------------- \| ----------------------------------------------------- \| ----------------------------------------------------- \| ----------------------------------------------------- \| ----------------------------------------------------- \| \| \| \| \| \| \| \| Sârbi \| Sârbi \| \| 122 \| 75,3% \| \| Muntenegreni \| Muntenegreni \| \| 39 \| 24,07% \| \| necunoscută \| necunoscută \| \| 0 \| 0% \| |              |  |     |        |
| Componența etnică conform recensământului din 2003 |              |  |     |        |
| |              |  |     |        |
| Sârbi | Sârbi        |  | 122 | 75,3%  |
| Muntenegreni | Muntenegreni |  | 39  | 24,07% |
| necunoscută | necunoscută  |  | 0   | 0%     |